# Il bene e il male
Il bene e il male è stata una serie televisiva italiana trasmessa in prima visione su Rai 1 nel 2009.

## Produzione
Il bene e il male è stata una co-produzione della Albatross Entertainment e di Rai Fiction. La regia è curata da Giorgio Serafini (e l'unità parallela da Dario Acocella); la serie è basata su un soggetto originale di Simone De Rita e Marta Storti. La sceneggiatura dei dodici episodi è di Simone De Rita, Marta Storti, Vinicio Canton e Duccio Camerini. La scenografia è di Luca Gobbi e la fotografia di Massimo Zeri.
I primi quattro episodi sono introdotti da un monologo in cui uno dei quattro protagonisti (Claudio, Mariella, Grazia e Pietro) si racconta parlando direttamente con il pubblico.
Gli episodi iniziano solitamente con una scena d'azione, dopo la quale un'analessi racconta quanto avvenuto nelle ore o nei giorni precedenti. La serie è ambientata genericamente in un capoluogo italiano, ma non viene mai esplicitato quale.
Nel 2009, anno della distribuzione in prima visione della serie, la Rai aveva creato un sito specifico ad essa dedicata.

## Episodi
| Stagione       | Episodi | Prima TV |
| -------------- | ------- | -------- |
| Prima stagione | 12      | 2009     |

## Trama
La serie racconta le vicende di poliziotti e malviventi, dei loro familiari, dei loro amici. I protagonisti sono il Commissario Capo Claudio Anastasi, un quarantenne che ha dedicato la sua vita al lavoro, al quale crede ciecamente, e che ha sacrificato a esso anche il suo matrimonio con Margherita. Non sempre la sua condotta per il raggiungimento del bene è inquadrabile nel protocollo, e quando questo non avviene deve vedersela con Mariella Fioretti, la giovane e piacente PM alla quale Anastasi deve rendere conto. Inflessibile, ligia alle regole e al protocollo, nella vita privata è però fragile, con la costante paura di venire abbandonata da Leonardo, un collega corrotto col quale ha una torbida relazione. Grazia Micheli è invece una giovane poliziotta molto determinata e combattiva, che ama molto la parte operativa del proprio lavoro. Anche la sua vita sentimentale la mette di fronte a delle scelte morali discutibili. Il quarto protagonista della serie è Pietro Marconi, che a differenza dei primi tre è un criminale, ladro a capo di una banda. Con un suo codice morale, Pietro a suo modo crede di stare dalla parte del bene.
In ogni episodio i quattro protagonisti affrontano un caso "di puntata", nel quale un crimine prende una piega differente da quella che sembra avere all'inizio; nel frattempo si avvicinano di un tassello alla verità su un intricato mistero legato alla morte di Fabiana Cortesi, amica e collega di Anastasi, in odore di corruzione.
Elemento caratterizzante della serie è il continuo scontro dialettico tra Bene e Male, morale ed etica, scelte fatte o non fatte e loro conseguenze.

### Il finale
Già dalla metà della serie viene reso noto al pubblico che dietro la morte della Cortesi c'è il giudice Somaschi, il vero corrotto, collegato ad una banda olandese di narcotrafficanti. Anastasi è un suo grande amico e non sospetta minimamente di lui: solo nell'ultima puntata scopre la verità, ma quando riesce ad incastrare Somaschi, questi viene ucciso dal suo stesso sicario.
L'episodio si chiude con il leader dei trafficanti che, dopo aver eliminato il sicario si propone di uccidere il commissario Anastasi.